# John Bacchus Dykes

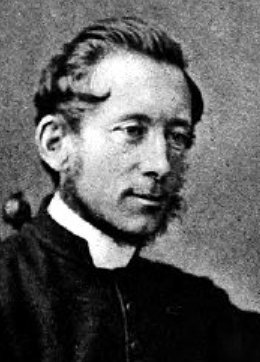
John Bacchus Dykes.

John Bacchus Dykes (Hull, 10 de março de 1823 - Ticehurst, 22 de janeiro de 1876) foi um eclesiástico e hinista anglicano.

## Biografia
Nascido em Hull, Inglaterra, foi o quinto filho de William Hey Dykes e terceiro de sua esposa Elizabeth Dykes, e o irmão mais novo do poeta e hinista Eliza Alderson. Com dez anos, foi o organista assistente na Igreja de São João em Drypool, Hull, onde seu avô, o Rev. Thomas Dykes, foi vigário. Aprendeu a tocar violino e o piano, além de ter estudado em Wakefield, no St Catharine's College em Cambridge. Foi co-fundador da Cambridge University Musical Society. Em 1847, foi ordenado como padre de Malton. Por um curto período, foi cânone da catedral de Durham, em seguida, chantre (1849 - 1862). Em 1862, tornou-se vigário de St. Oswald, Durham, até sua morte em 1876.
Publicou numerosos sermões e artigos sobre religião, no entanto, Dykes é mais conhecido por mais de 300 hinos que compôs. Entre aqueles que ainda estão em amplo uso são: "Santo, Santo, Santo"; Wir Pflügen, harmonizadas por Dykes, Melita, Gerontius, O Amor Perfeito e Regit Dominus Me, cantada à palavras "O Rei do amor é o meu pastor", uma das muitas versões métricas do Salmo 23.
Dykes resolutamente manteve altas tradições na igreja, para a consternação de seu bispo, e foi uma figura renegada na Igreja vitoriana. Era um membro da Sociedade da Santa Cruz. Dykes morreu em Sussex aos 52 anos, e foi enterrado em St. Oswald, Durham.